# Lijst van voetbalinterlands Bahrein - Taiwan (vrouwen)
Deze lijst van voetbalinterlands is een overzicht van alle officiële voetbalinterlands tussen de nationale vrouwenteams van Bahrein en Taiwan. De landen hebben tot nu toe één keer tegen elkaar gespeeld.

## Wedstrijden
| № | Plaats | Datum           | Competitie        | Wedstrijd                | Uitslag |
| - | ------ | --------------- | ----------------- | ------------------------ | ------- |
| 1 | Arad   | 24 oktober 2021 | Vriendschappelijk | Bahrein − Chinees Taipei | 0 − 2   |

## Samenvatting
| Competitie        | Totaal gespeeld | Winst Bahrein | Gelijk | Winst Chinees Taipei | Doelsaldo Bahrein – Chinees Taipei |
| ----------------- | --------------- | ------------- | ------ | -------------------- | ---------------------------------- |
| Vriendschappelijk | 1               | 0             | 0      | 1                    | 0 − 2                              |
| Totaal            | 1               | 0             | 0      | 1                    | 0 − 2                              |